# Sociologia Internetului

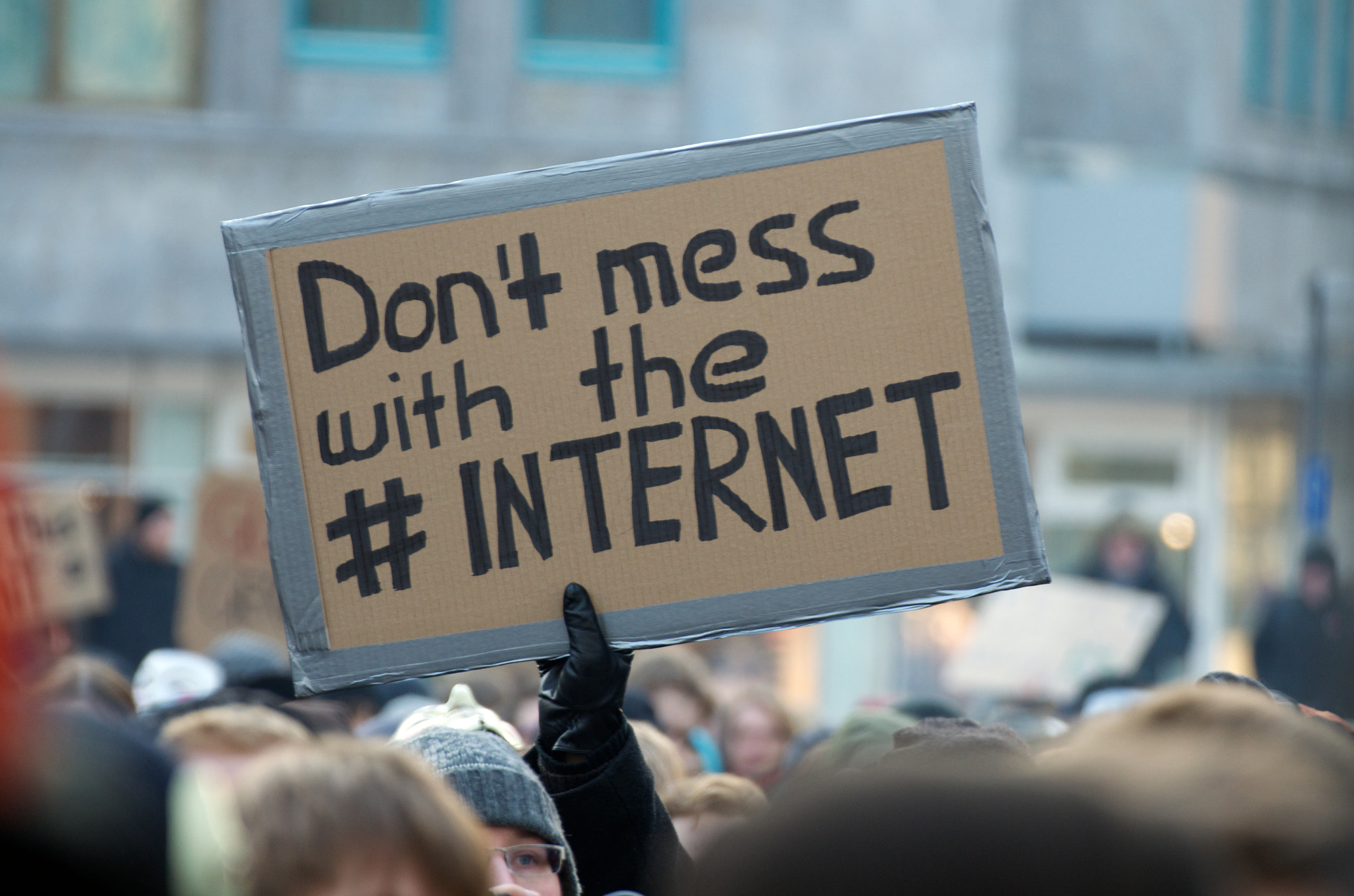
Protestul împotriva cenzurii Internetului la Frankfurt, Germania.

Sociologia Internetului implică aplicarea teoriilor și metodelor sociologice asupra Internetului văzut ca sursă de informație și comunicare. Domeniul suprapus sociologiei digitale se concentrează pe înțelegerea folosirii mijloacelor digitale ca parte a vieții de zi cu zi, și asupra felului în care aceste tehnologii variate influențează modele de comportament, relații sociale și concepte de sine. Sociologii se ocupă de implicațiile sociale ale tehnologiei: noi rețele sociale, comunități virtuale și noi moduri de interacțiune socială care au luat amploare, dar și de probleme legate de criminalitatea cibernetică. 
Internetul – cea mai nouă descoperire dintr-o serie de descoperiri majore în domeniul informației – prezintă interes pentru sociologi în diverse moduri: ca instrument de cercetare, de exemplu, prin utilizarea chestionarelor online în locul celor pe hârtie, ca platformă de discuții și ca subiect de cercetare. Sociologia Internetului în sens mai strict se referă la analiza comunităților online, comunităților virtuale și lumilor virtuale, schimbarea organizațională catalizată prin intermediul noilor media, cum ar fi Internetul, și schimbarea socială în general de la trecerea de la societatea industrială către societatea informațională. Comunitățile online pot fi studiate statistic prin analizele de rețea și, în același timp, interpretate calitativ, prin etnografie virtuală de exemplu. Schimbarea socială poate fi studiată prin intermediul datelor demografice statistice sau prin interpretarea mesajelor și simbolurilor în schimbare în cadrul studiilor media desfășurate online.

## Apariția disciplinei
Internetul este un fenomen relativ recent. Așa cum a scris Robert Darnton, este o schimbare revoluționară care „a avut loc ieri, sau alaltăieri, depinde cum măsori.” Internetul s-a dezvoltat din ARPANET, care datează din 1969, iar ca termen a fost creat în 1974. Word Wide Web-ul așa cum îl știm azi a fost conturat la mijlocul anilor '90 când interfața grafică și servicii ca e-mailul au devenit populare și au ajuns la audiențe mai largi (non-științifice și non-militare) și în comerț. Internet Explorer a fost lansat pentru prima dată în 1995, iar Netscape cu un an înainte. Google a fost fondat în 1998,iar Wikipedia în 2001. Facebook, MySpace și YouTube la mijlocul anilor 2000. Web 2.0 este încă în curs de apariție. Cantitatea de informație disponibilă pe Internet și numărul utilizatorilor a continuat să crească rapid. Termenul de „sociologie digitală” devine acum tot mai mult folosit pentru noi direcții în cercetarea sociologică în legătură cu tehnologiile digitale de la apariția Web 2.0 încoace. 

### Sociologia digitală ca disciplină de sine stătătoare
Primul articol științific care a avut termenul de sociologie digitală în titlu a apărut în 2009. Autorul reflectă asupra modurilor în care tehnologiile digitale pot influența cercetarea sociologică și predarea. În 2010 sociologia digitală a fost descrisă de Richard Neal, ca fiind o punte de legătură între atenția din ce în ce mai mare a mediului academic asupra subiectului și interesul din ce în ce mai mare al întreprinderilor globale. Doar în 2013 a apărut prima carte pur academică care abordează subiectul sociologiei digitale. Prima carte cu autor unic intitulată Sociologie Digitală a fost publicată în 2015, iar prima conferință academică pe această temă a fost ținută la New York în același an.
Chiar dacă termenul de sociologie digitală nu a intrat încă complet în lexiconul cultural, sociologii au făcut cercetări legate de Internet încă de la începuturile acestuia. Acești sociologi au abordat numeroase probleme sociale legate de comunitățile online, de spațiul cibernetic și de identitățile cibernetice. Acest gen de cercetare a avut multe denumiri precum sociologie cibernetică, sociologia comunităților online, sociologia social media, sociologia culturii cibernetice și altele.
Sociologia digitală diferă de acești termeni deoarece este un termen mai larg în domeniul său de aplicare, abordând nu doar Internetul sau cultura cibernetică, ci și impactul altor mijloace digitale și dispozitive care au apărut după prima decadă a secolului 21. De când Internetul a devenit omniprezent și strâns legat de viața de zi cu zi, referințele la „cibernetic” în științele sociale par a fi înlocuite acum cu termenul „digital”. Sociologia digitală este legată de alte sub-discipline precum științele umane digitale și antropologia digitală. Sociologia digitală începe să înlocuiască și să încorporeze celelalte denumiri de mai sus, și să includă noile tehnologii digitale Web 2.0 precum dispozitivele inteligente portabile, realitatea augumentată, obiectele inteligente, Internetul Obiectelor și big data.

## Tendințe de cercetare
Conform DiMiaggio at al. (1999), cercetarea tinde să se concentreze pe implicațiile Internetului în 5 domenii:
1. inegalitate (probleme legate de diviziunea digitală)
2. public și capital social (probleme legate de strămutarea datelor)
3. participare politică (probleme legate de spațiul public, democrația deliberativă sau societatea civilă)
4. organizațiile și alte instituții economice
5. cultura participativă și diversitatea culturală

La începuturile Internetului, au existat predicții că acesta va schimba totul (sau nimic). Dar în timp, a apărut un consens conform căruia acesta, cel puțin în faza actuală de dezvoltare, completează nu înlocuiește mijloacele de comunicare implementate anterior. Aceasta a însemnat o regândire a ideilor din anii '90 despre „convergența noilor și vechilor mijloace de comunicare”. Mai mult, Internetul oferă o oportunitate rară de a studia schimbările cauzate de nou apăruta tehnologie a informației și comunicării (TIC), care încă evoluează. 

## Impact social al Internetului
Internetul a creat servicii de networking social, forumuri de interacțiune socială și pentru relații sociale, precum Facebook, MySpace, Meetup și CouchSurfing care facilitează atât interacțiunea online, cât și offline.
Deși comunitățile virtuale au fost gândite înainte spre a fi compuse din legături sociale strict virtuale, cercetătorii descoperă că până și aceste legături sociale formate în spații virtuale sunt deseori întreținute atât online, cât și offline.
Există dezbateri cu privire la impactul Internetului asupra legăturilor sociale puternice și slabe, dacă Internetul creează mai mult sau mai puțin capital social, rolul Internetului în tendințele de izolare socială, și dacă acesta creează un mediu social mai mult sau mai puțin divers.
Se spune adesea că Internetul este o nouă frontieră și există o line de argumentare conform căreia interacțiunea socială, cooperarea și conflictul dintre utilizatori seamănă cu Vestul Sălbatic anarhic și violent de la începutul secolului 19.
În martie 2014, cercetătorii de la Universitatea Benedictine at Mesa din Arizona au studiat felul în care interacțiunile online afectează întâlnirile față în față. Studiul se intitulează „Față în față versus Facebook: Expunerea la site-urile de socializare crește sau atenuează excitarea fiziologică în rândul persoanelor anxioase din punct de vedere social?”, fiind publicat în Cyberpsychology, Behavior, and Social Networking. Cercetătorii au analizat reacțiile a 26 de studente cu electrozi pentru a măsura anxietatea socială. Înainte de a se întâlni cu diverși oameni, studentelor le-au fost arătate fotografiile persoanelor pe care trebuiau să le întâlnească. Cercetătorii au descoperit că întâlnirea cu cineva față în față după vederea fotografiilor acestei persoane crește excitarea, care în acest studiu este legată de creșterea anxietății sociale. Aceste rezultate confirmă studiile anterioare care au descoperit că persoanele cu anxietate socială preferă interacțiunile online. Studiul a descoperit de asemenea că excitarea stimulată poate fi asociată cu emoții pozitive și poate duce la sentimente pozitive.
Cercetările recente au luat Internetul Obiectelor (IO) în vizor, deoarece se spune că rețele globale de obiecte ale vieții de zi cu zi interconectate sunt următorul pas spre avansul tehnologic. Cu siguranță, rețele globale de pe pământ și din spațiu extind acoperirea IO cu repeziciune. Aceasta are o gamă largă de consecințe, cu aplicații actuale în domeniile sănătății, agriculturii, traficului și al vânzării cu amănuntul. Companii precum Samsung și Sigfox au investit masiv în astfel de rețele, iar impactul lor social va trebui măsurat în concordanță, unii sociologi sugerând formarea de rețele socio-tehnice compuse din oameni și sisteme tehnice. Probleme legate de intimitate, dreptul la informație, legislație și creare de conținut vor fi supuse scrutinului public din cauza acestor schimbări tehnologice.

## Sociologia digitală și emoțiile legate de date
Sociologia digitală este legată de date și de emoțiile legate de date (data emotions). Emoțiile legate de date apar atunci când oamenii folosesc tehnologii digitale care le pot afecta abilitățile de luare a deciziilor sau emoțiile. Platformele de social media colectează date despre utilizatori în timp ce le afectează de asemenea starea emoțională, ceea ce cauzează solidaritate sau implicare socială printre utilizatori. Platforme de social media precum Instagram și Twitter pot evoca iubire, afecțiune și empatie. Provocări virale precum Ice Bucket Challenge (2014) și meme-uri virale au adus oamenii împreună prin participare în masă. Aceștia au dat dovadă de cunoștințele culturale și înțelegere de sine. Participarea în masă la evenimente virale îi determină pe utilizatori să răspândească informații (date) unul către altul afectându-și starea psihologică și emoțiile. Legătura dintre sociologia digitală și datele legate de emoții este formată prin integrarea dispozitivelor tehnologice în viața și activitățile de zi cu zi.

### Impactul asupra copiilor

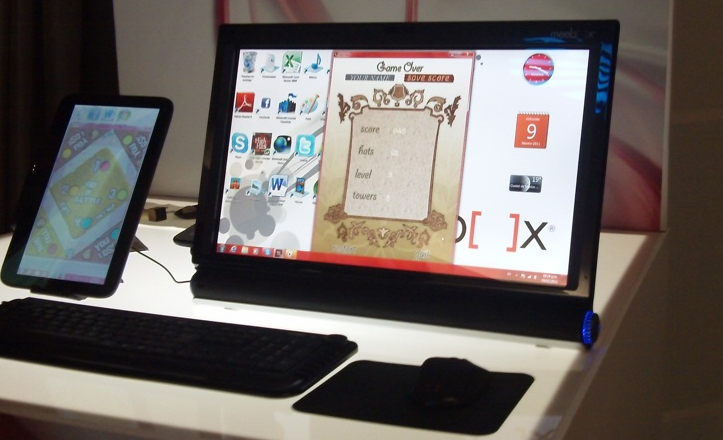
Dispozitivele tehnologice pot fi utilizate intens.

Cercetătorii au investigat folosirea tehnologiei (nu a Internetului) de către copii, felul în care aceasta poate fi folosită excesiv și momentul în care aceasta poate cauza probleme medicale și psihologice. Utilizarea dispozitivelor tehnologice de către copii îi poate face să devină dependenți de acestea și îi poate face să experimenteze anumite probleme precum depresie, deficit de atenție, singurătate, anxietate, agresiune și solitudine. Obezitatea este alt rezultat al folosirii tehnologiei de către copii, din cauză că aceștia pot prefera să își folosească dispozitivele în loc să facă orice formă de activitate fizică. Părinții pot prelua controlul și pot implementa restricții de folosire a dispozitivelor tehnologice de către copiii lor, ceea ce va diminua efectele negative pe care tehnologia le poate avea, dacă acest lucru este prioritar. Această măsură va ajuta la limitarea utilizării excesive a acesteia.
Copiii pot folosi tehnologia pentru a-și îmbunătăți abilitățile de învățare, de exemplu folosind programe online pentru a-și îmbunătăți modul în care învață să citească și să facă calcule. Resursele pe care tehnologia le oferă copiilor le pot îmbunătăți abilitățile, dar aceștia ar trebui să aibă grijă, deoarece În legătură cu agresiunea pe Internet. Agresiunea pe Internet poate avea efecte academice și psihologice negative, din cauza felului în care copiii sunt suprimați de oamenii care îi hărțuiesc online. Când tehnologia le este prezentată copiilor, ei nu sunt forțați să o accepte, ci au permisiunea de a avea un cuvânt de spus în legătură cu ceea ce simt, fie că decid să-și folosească dispozitivele tehnologice sau nu. Excluderea socială în sala de clasă apare la copiii care se identică mai mult cu folosirea calculatoarelor, ceea ce îi face să se auto excludă de la contextul obișnuit al sălii de clasă, deoarece devin mai atașați de dispozitive. Copiii care sunt populari din punct de vedere social sunt cei care încearcă să stea departe de folosirea oricăror abilități tehnologice pe care le pot dezvolta, deoarece aceștia cred că dispozitivele tehnologice, precum computerul, pot fi un pericol pentru identitățile lor sociale. Rutina zilnică a copiilor s-a schimbat datorită folosirii dispozitivelor tehnologice. „În timp ce sănătatea și calitatea vieții copiilor au beneficiat de pe urma tehnologiei, cerințele de timp pentru rutina de îngrijire și lipsa compatibilității cu alte intervale de timp sociale și instituționale au avut unele implicații negative.” Din cauză că aceștia acordă prioritate aparatelor tehnologice, sunt limitați în a lua parte la viața de angajat, de elev/student și în a avea o viață socială în general.
Tehnologia poate avea un impact negativ asupra vieții copiilor, dar poate fi și un instrument esențial de învățare pentru încurajarea dezvoltării cognitive, lingvistice și sociale. Copiii care folosesc dispozitive tehnologice au mai mult de câștigat în ceea ce privește rezolvarea problemelor, inteligența, abilitățile lingvistice și cunoștințele structurale în comparație cu acei copii care nu au incorporat utilizarea tehnologiei în procesul lor de învățare. Din cercetarea desfășurată până acum, „studii au descoperit că îmbunătățiri la punctajul testelor sunt strâns legate de materialul parcurs folosind pachete instrucționale asistate de calculator”, ceea ce demonstrează felul în care tehnologia poate avea o influență pozitivă asupra copiilor, îmbunătățindu-le capacitatea de învățare. Apar probleme între copii și părinții acestora atunci când aceștia din urmă limitează modurile în care copiii își pot folosi dispozitivele, mai exact ceea ce pot urmări și ceea ce nu pot urmări pe acestea, ceea ce îi face pe copii frustrați. Studiile au indicat că „un copil obișnuit în acestă țară [SUA] petrece peste 6 ore zilnic cu o formă de comunicare mediată”, însemnând că copiii petrec mai mult timp pe dispozitivele lor decât cu familia sau prietenii. Introducerea tehnologiei în viața copiilor are ca rezultat pozitiv creșterea capacității lor de învățare, dar poate în același timp să le afecteze comportamentul, aceștia fiind mai izolați de restul societății.

### Organizare politică, cenzură și supraveghere digitală
Internetul a atins o nouă relevanță ca instrument politic. Campania prezidențială în SUA a lui Howard Dean din 2004 a devenit faimoasă pentru abilitatea sa de a genera donații prin Internet, și în 2008 campania lui Barack Obama a devenit și mai populară pentru același lucru. Tot mai multe mișcări sociale și alte organizații folosesc Internetul atât pentru activism tradițional, cât și pentru activism pe Internet.
Unele guverne se implică și ele online. Unele țări precum Cuba, Iran, Coreea de Nord, Myanmar, China și Arabia Saudită folosesc programe de filtrare și cenzură pentru a restricționa ceea oamenii pot accesa pe Internet în țările lor. În Regatul Unit, se folosesc programe pentru a localiza și aresta diferiți indivizi percepuți ca fiind o amenințare. Unele țări, inclusiv SUA, au dat legi pentru a face posesia și distribuția anumitor materiale, precum pornografia infantilă, ilegale, dar nu folosesc programe de filtrare. În unele țări furnizorii de servicii de Internet au fost de acord să restricționeze accesul la site-uri listate de poliție.
Cenzura este strâns legată de supravegherea digitală. Aceasta apare atunci când dispozitivele digitale înregistrează activitățile zilnice ale oamenilor, prin colectarea și stocarea datelor personale, invadând astfel viața privată. Odată cu progresul noilor tehnologii, monitorizarea și supravegherea oamenilor online a crescut între anii 2010-2020. Invazia vieții private și înregistrarea oamenilor fără consimțământ îi determină aceștia să se îndoiască de utilizarea tehnologiilor care ar trebui să asigure securitatea și protecția informațiilor personale. Stocarea datelor și intruziunea supravegherii digitale afectează comportamentul uman. Implicațiile psihologice ale supravegherii digitale sunt îngrijorarea sau teama de faptul că  indivizii se simt monitorizați tot timpul. Datele digitale sunt stocate în cadrul tehnologiilor de securitate, al aplicațiilor, al platformelor de socializare și al altor dispozitive tehnologice care pot fi utilizate în diverse moduri și din diverse motive. Datele colectate de la persoanele care utilizează Internetul pot fi monitorizate și vizualizate de către companii private și publice, prieteni, cunoscuți sau necunoscuți.

### Economie
În timp ce s-a scris mult despre avantajele comerțului electronic, există de asemenea dovezi că unele aspecte ale Internetului, precum hărțile și serviciile care țin cont de locație, pot servi la consolidarea inegalității economice și a diviziunii digitale. Comerțul electronic poate fi responsabil de fuziunea și declinul afacerilor mici și a celor care au o prezență offline, ceea ce duce la creșterea inegalității veniturilor.

### Filantropie
Răspândirea Internetului la costuri scăzute în țările în curs de dezvoltare a deschis noi posibilități pentru organizațiile caritabile de la persoană la persoană care le permit indivizilor să contribuie cu sume modice la proiecte caritabile pentru alți oameni. Site-uri ca Donors Choose și Global Giving permit donatorilor pe scară mică să direcționeze fonduri spre proiecte individuale la alegere.
O variantă populară a filantropiei online este folosirea creditării de la persoană la persoană în scopuri caritabile. Kiva a fost pionierul conceptului în 2005, oferind primul serviciu online destinat publicării profilelor individuale de credite pentru finanțare. Kiva adună fonduri prin organizații locale de microfinațare intermediare, care postează poveștile și actualizările debitorilor. Creditorii pot contribui cu cel puțin 25 de dolari la credite la alegere și își pot primi banii înapoi pe măsură ce debitorii plătesc. Kiva nu este o organizație caritabilă de la persoană la persoană în sensul adevărat al cuvântului, deoarece creditele sunt plătite înainte să fie finanțate de creditori, iar aceștia nu comunică cu debitorii direct. Cu toate acestea, răspândirea recentă a  accesului la Internet ieftin în țările în curs de dezvoltare a făcut conexiunile reale de la persoană la persoană tot mai fezabile. În 2009, o organizație nonprofit din SUA numită Zidisha a profitat de această tendință pentru a oferi prima platformă de microcreditare de la persoană la persoană care pune în legătură creditorii cu debitorii de oriunde din lume, fără intermediari locali. Inspirată de site-uri interactive precum Facebook și eBay, platforma de microcreditare a celor de la Zidisha facilitează dialogul direct dintre creditori și debitori. Are de asemenea și un sistem de rating bazat pe performanță a debitorilor. Utilizatorii web din întreaga lume pot finanța credite cu doar un dolar.

### Timp liber
Internetul a fost o sursă majoră de petrecere a timpului liber încă dinainte de apariția World Wide Web, cu experimente sociale distractive, precum MUD-uri și MOO-uri (platforme de jocuri) desfășurate pe serverele universităților, și grupuri de tip Usenet care aveau conținut umoristic care primeau o mare parte din traficul principal. În ziua de azi, multe forumuri de Internet au secțiuni devotate jocurilor și video-urilor amuzante. 
Industria pornografiei și cea a jocurilor de noroc au profitat din plin de World Wide Web, și oferă adesea o sursă semnificativă de venituri din publicitate pentru alte site-uri. Chiar dacă guvernele au încercat să cenzureze pornografia online, furnizorii de Internet le-au transmis acestora că aceste planuri nu sunt fezabile. De asemenea multe guverne au încercat să restricționeze accesul la Internet pentru ambele industrii, dar acest lucru nu a reușit în general să le oprească popularitatea pe scară largă.
O variantă de petrecere a timpului liber pe Internet este reprezentată de jocurile online. Această formă de divertisment creează comunități, aducând împreună oameni de toate vârstele pentru a se bucura de lumea cu ritm rapid a jocurilor cu mai mulți jucători. Acestea variază de la MMORPG la shootere first-person și de la jocuri video de rol la pariuri online. Acest lucru a revoluționat felul în care mulți oameni interacționează și își petrec timpul liber pe Internet.
În timp ce jocurile online au existat de prin anii 1970, modurile moderne de a juca jocuri online au început cu servicii precum GameSpy și MPlayer, la care jucătorii de obicei se abonau. Cei care nu se abonau erau limitați la anumite moduri de joc și la anumite jocuri.
Mulți oameni folosesc Internetul pentru a avea acces la muzică și filme și pentru a le descărca pentru propria plăcere și relaxare. Există site-uri cu plată și gratuite pentru toate acestea. Ele folosesc servere centralizate și tehnologii distribuite de tip peer-to-peer. Este necesară discreție, deoarece unele dintre aceste site-uri sunt mai stricte decât altele în ceea ce privește drepturile artiștilor și legile privind drepturile de autor.
Mulți oameni folosesc World Wide Web-ul pentru a avea acces la știri și la prognoza meteo, pentru a-și plănui și rezerva vacanțele sau pentru a afla mai multe despre ideile și interesele lor ocazionale. 
Oamenii folosesc chatul, mesageria instant și e-mailul pentru a-și face prieteni și a menține legătura cu aceștia, câteodată în același fel în care unii aveau prieteni prin corespondență în trecut. Site-urile de socializare precum MySpace, Facebook și multe altele îi pun și îi mențin pe oameni în contact de plăcere.
Internetul a cunoscut un număr tot mai mare de Web desktop-uri, unde utilizatorii își pot accesa fișierele, dosarele și setările prin intermediul Internetului.
Faptul că angajații sunt distrași de la treabă de Internet (fenomen numit cyberslacking) a devenit o sursă serioasă de epuizare a resurselor companiilor. Angajatul obișnuit din Regatul Unit petrece zilnic 57 de minute pe Internet la serviciu, conform unui studiu al celor de la Peninsula Business Services.

## Subdomenii ale sociologiei digitale
Lupton (2012) a identificat patru aspecte ale sociologiei digitale:
1. Practica profesională digitală: folosirea instrumentelor de mijloacelor digitale în scopuri profesionale: pentru a construi rețele și profiluri online, pentru a face publică și a disemina cercetarea și pentru a instrui studenții.
2. Analiza sociologică a utilizării mijloacelor digitale: cercetarea modurilor în care folosirea mijloacelor digitale de către indivizi le configurează sentimentul de sine, reprezentările și relațiile sociale ale acestora.
3. Analiza de date digitale: folosirea datelor sociale pentru cercetarea socială cantitativă sau calitativă.
4. Sociologie digitală critică: realizarea de analize reflexive și critice asupra mijloacelor digitale cu ajutorul teoriilor sociale și culturale.

La aceste patru aspecte se adaugă următoarele subdomenii ale sociologiei digitale:
Sociologie digitală publică: o formă de sociologie publică care implică publicarea materialelor sociologice în spații accesibile online și interacțiunea ulterioară cu tipuri de public în aceste spații
Transformarea digitală a teoriei sociologice: construirea de noi teorii sociologice adecvate schimbărilor digitale

### Practica profesională digitală
Chiar dacă au fost reticenți în folosirea mijloacelor digitale în scopuri profesionale și academice, sociologii încep încet, încet să le adopte pentru predare și cercetare. Încep să apară un număr tot mai mare de bloguri sociologice și tot mai mulți sociologi se înscriu pe Twitter, de exemplu. Unii dintre ei scriu despre cele mai bune moduri prin care sociologii pot folosi mijloacele digitale ca parte din practica academică și  despre modurile în care pot da acces liber la cercetarea sociologică, dar și cum să scrie pentru Wikipedia.

### Analiza sociologică a utilizării mijloacelor digitale
Sociologii care studiază domeniul acesta au început să scrie despre tehnologiile portabile ca parte a cuantificării corpului, dimensiunile sociale a big data și algoritmii care sunt folosiți pentru a interpreta aceste date. Alții ș-au îndreptat atenția asupra rolului tehnologiilor digitale ca parte a monitorizării activităților oamenilor, prin intermediul camerelor de supraveghere și a programelor de fidelizare a clienților, dar și supravegherea în masă care este realizată de servicii secrete precum NSA.
„Diviziunea digitală” reprezintă diferențele în ceea ce privește accesul la tehnologiile digitale în cadrul anumitor grupuri sociale, cum ar fi cei dezavantajați economic, cei cu un nivel de educație scăzut, femei și bătrâni. Aceasta a preocupat mulți cercetători din domeniul studiului social al mijloacelor digitale. Unii dintre sociologi au subliniat că în timp ce este important să recunoaștem și să identificăm inegalitățile structurale inerente aflate în folosirea diferențiată a tenologiei digitale, conceptul este mai degrabă simplist și nu reușește să încorporeze complexitatea accesului la tehnologiile digitale și la cunoștințele despre acestea.
Există un interes tot mai crescut față de modurile în care social media contribuie la dezvoltarea relațiilor intime și a conceptului de sine. Unul dintre cei mai cunoscuți sociologi care a scris despre relațiile sociale, identitate de sine și tehnologii digitale este Sherry Turkle. În cartea sa numită „Alone Together” (Singuri împreună) abordează subiectul social media. Ea susține că relațiile întreținute prin aceste platforme nu sunt la fel de autentice ca acelea care au loc în „viața reală”.
Mass-media vizuală permite privitorului să fie un consumator mai pasiv de informații. Utilizatorii au o probabilitate mai mare de a dezvolta alter ego-uri online care diferă de cele pe care le au în viața reală. Acest contrast dintre lumea digitală (sau „spațiu cibernetic”) și „lumea reală” a fost criticat ca fiind „dualism digital”, un concept similar „aurei digitalului”. Alți sociologi au argumentat că relațiile menținute prin mijloacele digitale sunt în mod inextricabil parte din „lumea reală”.  Realitatea augmentată este o experiență interactivă în care realitatea este alterată într-un fel prin folosirea mijloacelor media, dar nu înlocuită.
Folosirea social media pentru activism social a îndreptat de asemenea atenția spre sociologia digitală. De exemplu, numeroase articole sociologice și cel puțin o carte au abordat folosirea platformelor social media, precum Twitter, YouTube sau Facebook ca mijloc de transmitere a mesajelor legate de cauze activiste și de organizare a mișcărilor politice.
Au fost făcute cercetări și asupra folosirii tehnologiei de către minorități rasiale și alte grupuri. Aceste studii de „practică digitală” explorează felul în care practicile adoptate de aceste grupuri atunci când folosesc noile tehnologii atenuează sau reproduc inegalitățile sociale.

### Analiza datelor digitale
Sociologii digitali folosesc abordări variate, atât cantitative, cât și calitative, în ceea ce privește analiza utilizării mijloacelor digitale. Acestea includ cercetarea etnografică, interviuri și sondaje cu utilizatorii de tehnologie. De asemenea, sunt analizate datele produse de interacțiunea oamenilor cu tehnologia: de exemplu, postările lor pe platformele de socializare precum Facebook, Reddit, 4chan, Tumblr și Twitter sau obiceiurile de consum pe platformele de cumpărături online. Tehnici precum data scraping, analiza rețelelor sociale, analiza seriilor temporale și analiza textuală sunt folosite pentru a studia atât datele rezultate ca un produs secundar al interacțiunilor utilizatorilor cu mijloacele digitale, cât și cele pe care le creează ei înșiși. Ca exemplu de cercetare bazată pe analiză de conținut, Yukihiko Yoshida a făcut un studiu cu titlul "Leni Riefenstahl și expresionismul german: cercetare în domeniul studiilor culturale vizuale folosind spațiile semantice transdisciplinare ale dicționarelor de specialitate”. În cadrul acestuia au fost luate baze de date ale imaginilor etichetate cu cuvinte-cheie conotative și denotative (printr-un  motor de căutare) și s-a constatat că imaginile lui Riefenstahl aveau aceleași trăsături ca și imaginile etichetate "degenerate" în titlul expoziției „Degenerate Art” din Germania în 1937.
Apariția social media le-a furnizat sociologilor un nou mod de a studia fenomenul social. Rețelele de social media, ca Facebook și Twitter, devin tot mai utilizate pentru cercetare, De exemplu, datele de pe Twitter sunt disponibile ușor pentru cercetători prin API-ul Twitter. Această platformă le oferă cercetătorilor date demografice, date de timp și locație și despre legături între utilizatori. Prin intermediul acestora, cercetătorii obțin informații despre starea de spirit a utilizatorilor și despre felul în care aceștia comunică între ei. Mai mult, rețelele sociale pot fi reprezentate grafic și vizualizate.
Folosirea unui volum mare de date, ca cele obținute de la Twitter poate reprezenta o provocare. În primul rând, cercetătorii trebuie să găsească o cale de a pune aceste date în mod eficient într-o bază de date. Unele instrumente care sunt de obicei folosite în analizele Big data le stau la dispoziție. Deoarece seturile mari de date pot fi greu de manipulat și pot conține numeroase tipuri de date (ex. poze,video-uri, imagini de tip GIF), cercetătorii au opțiunea de a stoca datele lor în baze de date nerelaționale, ca MongoDB sau Hadoop. Prelucrarea și consultarea acestor date reprezintă o provocare suplimentară. Cu toate acestea, există mai multe opțiuni disponibile pentru cercetători. O opțiune uzuală este folosirea unui limbaj de interogare a bazelor de date precum Hive, în combinație cu Hadoop pentru a analiza seturi mari de date.
Internetul și social media le-au permis sociologilor să studieze felul în care se discută despre subiecte controversate de-a lungul timpului - tehnică cunoscută ca Issue Mapping. Sociologii pot căuta pe platformele de socializare postări legate de un subiect dezbătut intens, apoi pot parcurge și analiza textul. Aceștia pot folosi un număr de instrumente ușor accesibile pentru vizualizarea datelor, precum MentionMapp sau Twitter Streamgraph. MentionMapp arată cât de popular este un hashtag și Twitter Steamgraph  reprezintă grafic cât de des sunt puse împreună anumite cuvinte și cum se schimbă relația lor în timp.

### Sociologie digitală critică
Acest aspect al sociologiei digitale este ceea ce o face distinctă de alte abordări în ceea ce privește studierea lumii digitale. Prin adoptarea unei abordări reflexive critice, sociologii pot analiza implicațiile pe care le are digitalul în practica sociologică. S-a afirmat că sociologia digitală oferă un mod de abordare a relației schimbătoare dintre relațiile sociale și analiza acestora, punând sub semnul întrebării ceea ce cercetarea socială reprezintă și, bineînțeles, ce reprezintă sociologia în ziua de azi, pe măsură ce relațiile sociale și societatea au devenit în mute feluri mediate de tehnologii digitale.
Cum ar trebui sociologia să răspundă formelor emergente a „small data”, cât și a „big data” care sunt colectate în număr mare ca parte a interacțiunii oamenilor cu tehnologiile digitale și ca parte a dezvoltării industriilor de date care folosesc aceste informații pentru a efectua propriile lor cercetări sociale? Sugerează aceasta că „venirea unei crize în sociologia empirică” poate apărea la orizont? Cum sunt identitățile și practicile de lucru ale sociologilor înșiși implicate în și disciplinate de tehnologiile digitale precum metrica citării?
Aceste întrebări sunt fundamentale sociologiei digitale critice, care reflectă asupra rolului sociologiei însăși în analizarea tehnologiilor digitale și asupra impactului acestora în societate.

### Sociologia digitală publică
Sociologia publică care folosește mijloacele digitale este o formă de sociologie publică care implică publicarea materialelor sociologice în spații accesibile online și interacțiunea ulterioară cu tipuri de public în aceste spații. Aceasta a fost numită „e-public sociology”.
Social media a schimbat modurile în care sociologia publică este percepută și a dat naștere la o evoluție digitală în domeniu. Platforma vastă de comunicare deschisă le-a furnizat sociologilor oportunități de a ieși din noțiunea de grupuri mici de sociologi sau de public spre o audiență numeroasă.
Sociologii au utilizat inițial platformele social media de blogging. Sociologi ca Ester Hargittai, Chis Bertram și Kieran Healy au fost câțiva dintre cei care au început să folosească blogging-ul pentru sociologie. S-au creat noi grupuri de discuție despre sociologie, ca și consecință a impactului social media. Așadar, numărul mare de comentarii și discuții a devenit parte din înțelegerea sociologiei. Unul dintre cele mai cunoscute grupuri a fost Crooked Timber. Primirea feedback-ului pe astfel de site-uri sociale este mai rapidă și are un impact mai mare. Lipsa intermediarilor și vizibilitatea sunt efectele majore ale sociologiei publice digitale. Alte platforme social media, precum Twitter sau Facebook au devenit de asemenea instrumente pentru sociologi.

### Transformarea digitală a teoriei sociologice
Atât tehnologia informației și comunicării, cât și proliferarea datelor digitale revoluționează cercetarea socială în momentul actual. În timp ce există deja multe inovații metodologice în științele umaniste digitale și în științele sociale computaționale, dezvoltarea de teorii în științele sociale și umaniste constă încă în principal în teorii tipărite (analoage) ale culturilor sau societăților informatice.  Aceste teorii analoage ale transformării digitale nu reușesc să ia în considerare profunzimea cu care această transformare a științelor sociale și umaniste afectează nucleul epistemic al acestor domenii. Metodele digitale oferă mai mult decât seturi de date tot mai mari pentru testarea teoriilor analoage și au nevoie de noi forme de teoretizare digitală. Ambiția programelor de cercetare care se ocupă de transformarea digitală a teoriei sociale este așadar să transpună teoriile sociale analoage în teorii sociale digitale pentru completa teoriile tradiționale ale transformării digitale cu teorii digitale ale societăților digitale.